# Бэйрд, Майкл
Майкл Бэйрд (англ. Michael Baird) — австралийский футболист, играет на позиции нападающего. Бэйрд успел поиграть и в Национальной футбольной лиге Австралии и в Чемпионате Австралии по футболу. Защищал цвета клубов из Нового Южного Уэльса и Квинсленда.

## Клубная карьера
Майкл Бэйрд родился в Ньюмаркете, небольшом городке Брисбена. В футбол Майкла отдали в пять лет, так его первым клубом стал местный Newmarket SFC. В 2000 году, в 17 лет, Бэйрд перешел в австралийский клуб «Квинсленд Лайонс», который на тот момент играл в Премьер-лиге Брисбена. В свой первый сезон он забил 7 голов в 17 матчах. Уже на следующий год он присоединился к клубу Национальной футбольной лиги — Brisbane Strikers FC. За эту команду Бэйрд забил все те же 7 мячей. А на следующий сезон он присоединился к клубу South Melbourne FC.
В конце 2004 года Майкл Бэйрд получил предложения сразу от двух клубов Чемпионата Австралии «Брисбен Роар» и «Сентрал Кост Маринерс». Бэйрд сделал выбор в пользу клуба из своего города — Брисбена. Больше всего матчей в своей карьере Бэйрд провел за румынский клуб «Университатя» из города Крайова — с 2006 по 2009 год он отыграл 67 матчей и забил 18 голов.
В августе 2013 года Майкл Бэйрд вернулся в румынский «Университатя» и забил 3 гола в 14 матчах. В декабре 2013 года контракт был расторгнут. В январе 2014 года Бэйрд на один сезон присоединился к индонезийскому клубу PSM Makassar.

## Карьера в сборной
В 19 лет Майкл Бэйрд был вызван в сборную Австралии по футболу для участия в отборочных матчах Конфедерации футбола Океании к Чемпионату мира по футболу среди молодёжных команд 2003 года. Он принял участие в победе Австралии над сборной Вануату (2:0), а затем забил 4 гола в матче против сборной Фиджи (11:0).
Также Бэйрд был в составе 20 человек, которых вызвали представлять Австралию на Чемпионате мира по футболу среди молодёжных команд-2003. Однако во время турнира Бэйрд вышел на поле только в матче против сборной Канады, который завершился победой австралийцев со счетом 2:1.